# 孫軽
孫 軽（そん けい、生没年不詳）は、中国後漢時代末期の人物。常山に割拠していた黒山軍（黒山賊）の武将の一人。

## 事跡
| 姓名           | 孫軽                    |
| 時代           | 後漢時代                |
| 生没年         | 〔不詳〕                |
| 字・別号       | 〔不詳〕                |
| 本貫・出身地等 | 〔不詳〕                |
| 職官           | 〔黒山軍部将〕→〔不詳〕 |
| 爵位           | -                       |
| 主君           | 張燕                    |
| 家族・一族     | 〔不詳〕                |

黒山賊の張燕が、常山・趙郡・中山・上党・河内の諸山谷の独立勢力と連携した際、その中の一勢力の指導者だった孫軽は、王当と共に張燕配下となり、黒山軍の結成に加わった。以後、黒山軍は河北で一大勢力を形成するようになった。その後、張燕は公孫瓚と連合し、配下の将軍である杜長を派遣するなどして袁紹に対抗した。しかし敗北により、黒山軍は追い詰められるようになっていった。建安9年（204年）、曹操軍の張遼が趙国と常山を攻略すると、孫軽にも招請がきたため、孫軽は他の黒山軍や独立勢力と共に張遼に降伏した。これ以降、史書に記述が見当たらない。
なお孫軽は、張燕配下の黒山軍の中では、名前が史書に残されている数少ない人物の1人であり、王当・杜長と共に張燕の有力な腹心だったことが窺える（黒山軍の有力部将としては、他に眭固・于毒がいるが、彼らは張燕の指揮下にあったとは言い難い）。
小説『三国志演義』には登場しない。